# Mas de Torroella de Dalt
El Mas de Torroella de Dalt és un mas situat al municipi de Sant Fruitós de Bages, a la comarca catalana del Bages.